# Javier Arizmendi
Ángel Javier Arizmendi de Lucas (Madrid, 3 marzo 1984) è un ex calciatore spagnolo, di ruolo attaccante.

## Carriera

### Club
Cresciuto nelle giovanili dell'Atlético Madrid, nel 2003 passa nella formazione B. Nel 2004 esordisce in prima squadra, con la quale gioca 15 partite, prima d'esser prestato al Racing Santander, col quale nella stagione 2004-2005 gioca 22 partite realizzando 9 gol. Nel 2005 il Deportivo La Coruña ingaggia l'attaccante madrileno. Qui, nella stagione 2005-2006 segna 2 gol in 17 presenze, mentre nella successiva in 33 presenze realizza 5 gol.
Il 21 giugno 2007 viene ingaggiato dal Valencia. Inizialmente non trova molto spazio, ma con l'esonero di Quique Sánchez Flores ed il successivo arrivo sulla panchina valenciana di Ronald Koeman le presenze aumentano; in alcune gare di Copa del Rey e di Primera División Koeman lo schiera anche come terzino di fascia destra.
Il 23 marzo 2008 realizza il suo primo gol con la maglia del Valencia, il gol del 3 a 2 all'88' ai danni del Real Madrid che vale la vittoria in casa degli avversari, in lotta per la conquista della Primera División. Il 13 agosto 2008 viene ufficializzato il suo trasferimento al Real Saragozza, club neoretrocesso in Liga Adelante. Con le sue 9 reti contribuisce alla promozione della squadra aragonese e disputa un'altra stagione nella massima serie. Nel 2010, dopo 69 partite e 17 reti con il Zaragoza, passa al Getafe firmando un contratto di sei anni. Nell'estate 2011 si trasferisce in prestito secco al Neuchâtel Xamax. Nel gennaio 2012 torna al Getafe, che il 4 luglio 2012 lo cede a titolo temporaneo al Maiorca. Il 22 agosto 2013 viene ufficializzato il suo trasferimento a titolo definitivo al Deportivo La Coruña. Il 22 agosto 2014 rescinde il contratto con il Deportivo La Coruña, rimanendo svincolato.

### Nazionale
Ha esordito con la maglia della Spagna il 7 febbraio 2007 in un'amichevole contro l'Inghilterra. Nel 2003 ha partecipato al Mondiale di calcio Under-20, segnando il gol decisivo per il passaggio della Spagna in semifinale, contro il Canada.

## Statistiche

### Presenze e reti nei club
| Stagione                   | Squadra                    | Campionato                 | Campionato | Campionato | Coppe nazionali | Coppe nazionali | Coppe nazionali | Coppe continentali | Coppe continentali | Coppe continentali | Altre coppe | Altre coppe | Altre coppe | Totale | Totale |
| Stagione                   | Squadra                    | Comp                       | Pres       | Reti       | Comp            | Pres            | Reti            | Comp               | Pres               | Reti               | Comp        | Pres        | Reti        | Pres   | Reti   |
| -------------------------- | -------------------------- | -------------------------- | ---------- | ---------- | --------------- | --------------- | --------------- | ------------------ | ------------------ | ------------------ | ----------- | ----------- | ----------- | ------ | ------ |
| 2003-2004                  | Atlético Madrid            | PD                         | 3          | 0          | CDR             | 0               | 0               | -                  | -                  | -                  | -           | -           | -           | 3      | 0      |
| lug.-ago. 2004             | Atlético Madrid            | PD                         | 0          | 0          | CDR             | 0               | 0               | Intertoto          | 2                  | 0                  | -           | -           | -           | 2      | 0      |
| Totale Atlético Madrid     | Totale Atlético Madrid     | Totale Atlético Madrid     | 3          | 0          |                 | 0               | 0               |                    | 2                  | 0                  |             | -           | -           | 5      | 0      |
| ago. 2004-2005             | Racing Santander           | PD                         | 22         | 3          | CDR             | 1               | 0               | -                  | -                  | -                  | -           | -           | -           | 23     | 3      |
| 2005-gen. 2006             | Atlético Madrid            | PD                         | 1          | 0          | CDR             | 0               | 0               | -                  | -                  | -                  | -           | -           | -           | 1      | 0      |
| gen.-giu. 2006             | Deportivo La Coruña        | PD                         | 17         | 2          | CDR             | 6               | 0               | -                  | -                  | -                  | -           | -           | -           | 23     | 2      |
| 2006-2007                  | Deportivo La Coruña        | PD                         | 33         | 5          | CDR             | 3               | 0               | -                  | -                  | -                  | -           | -           | -           | 36     | 5      |
| Totale Deportivo La Coruña | Totale Deportivo La Coruña | Totale Deportivo La Coruña | 50         | 7          |                 | 9               | 0               |                    | -                  | -                  |             | -           | -           | 59     | 7      |
| 2007-2008                  | Valencia                   | PD                         | 30         | 1          | CDR             | 7               | 0               | UCL                | 4                  | 0                  | -           | -           | -           | 41     | 1      |
| 2008-2009                  | Real Saragozza             | SD                         | 38         | 9          | CDR             | 1               | 0               | -                  | -                  | -                  | -           | -           | -           | 39     | 9      |
| 2009-2010                  | Real Saragozza             | PD                         | 31         | 5          | CDR             | 1               | 0               | -                  | -                  | -                  | -           | -           | -           | 32     | 5      |
| Totale Real Saragozza      | Totale Real Saragozza      | Totale Real Saragozza      | 69         | 14         |                 | 2               | 0               |                    | -                  | -                  |             | -           | -           | 71     | 14     |
| 2010-2011                  | Getafe                     | PD                         | 19         | 2          | CDR             | 3               | 0               | EL                 | 6                  | 1                  | -           | -           | -           | 28     | 3      |
| 2011-gen. 2012             | Neuchâtel Xamax            | SL                         | 13         | 4          | CS              | 1               | 0               | -                  | -                  | -                  | -           | -           | -           | 14     | 4      |
| gen.-giu. 2012             | Getafe                     | PD                         | 3          | 0          | CDR             | 0               | 0               | -                  | -                  | -                  | -           | -           | -           | 3      | 0      |
| 2012-2013                  | Maiorca                    | PD                         | 21         | 2          | CDR             | 3               | 0               | -                  | -                  | -                  | -           | -           | -           | 24     | 2      |
| 2013-2014                  | Deportivo La Coruña        | SD                         | 17         | 2          | CDR             | 0               | 0               | -                  | -                  | -                  | -           | -           | -           | 17     | 2      |
| lug.-ago. 2014             | Deportivo La Coruña        | PD                         | 0          | 0          | CDR             | 0               | 0               | -                  | -                  | -                  | -           | -           | -           | 0      | 0      |
| Totale Deportivo La Coruña | Totale Deportivo La Coruña | Totale Deportivo La Coruña | 17         | 2          |                 | 0               | 0               |                    | -                  | -                  |             | -           | -           | 17     | 2      |
| Totale carriera            | Totale carriera            | Totale carriera            | 248        | 35         |                 | 26              | 0               |                    | 12                 | 1                  |             | -           | -           | 286    | 36     |

### Cronologia presenze e reti in nazionale
| Cronologia completa delle presenze e delle reti in nazionale ― Spagna | Cronologia completa delle presenze e delle reti in nazionale ― Spagna | Cronologia completa delle presenze e delle reti in nazionale ― Spagna | Cronologia completa delle presenze e delle reti in nazionale ― Spagna | Cronologia completa delle presenze e delle reti in nazionale ― Spagna | Cronologia completa delle presenze e delle reti in nazionale ― Spagna | Cronologia completa delle presenze e delle reti in nazionale ― Spagna | Cronologia completa delle presenze e delle reti in nazionale ― Spagna |
| Data                                                                  | Città                                                                 | In casa                                                               | Risultato                                                             | Ospiti                                                                | Competizione                                                          | Reti                                                                  | Note                                                                  |
| --------------------------------------------------------------------- | --------------------------------------------------------------------- | --------------------------------------------------------------------- | --------------------------------------------------------------------- | --------------------------------------------------------------------- | --------------------------------------------------------------------- | --------------------------------------------------------------------- | --------------------------------------------------------------------- |
| 7-2-2007                                                              | Manchester                                                            | Inghilterra                                                           | 0 – 1                                                                 | Spagna                                                                | Amichevole                                                            | -                                                                     | 65’                                                                   |
| Totale                                                                |                                                                       | Presenze                                                              | 1                                                                     |                                                                       | Reti                                                                  | 0                                                                     |                                                                       |

## Palmarès

### Club

#### Competizioni nazionali
- Coppa di Spagna: 1

Valencia: 2007-2008

### Nazionale
- Giochi del Mediterraneo: 1

 2005